# Mexican Service Medal
Ne doit pas être confondu avec Mexican Border Service Medal.
La Mexican Service Medal (médaille du service mexicain) est une médaille des forces armées des Etats-Unis qui a été créée récompenser le service des militaires américains pour le service au Mexique de 1911 à 1919.

## Histoire
La Mexican Service Medal décernée par l'armée de terre (US Army) a été établie par des ordres généraux du département de la Guerre des États-Unis (United States Department of War) le 12 décembre 1917. La Médaille du service mexicain décernée par la Marine (US Navy) a été établie par les ordres généraux du département de la Marine (United States Department of the Navy) numéro 365 du 11 février 1918, modifiés par les ordres généraux du département de la Marine numéro 464 du 27 avril 1919. 
La Mexican Service Medal reconnaît les militaires qui ont effectué un service militaire contre les forces mexicaines entre les dates du 12 avril 1911 et du 16 juin 1919.
Pour recevoir la Mexican Service Medal, un militaire devait accomplir un service militaire pendant la période d'admissibilité et dans l'un des engagements militaires suivants.
- Expédition de Veracruz : du 21 avril au 23 novembre 1914
- Expédition punitive au Mexique : 14 mars 1916 au 7 février 1917
- Buena Vista, Mexique : 1er décembre 1917
- L'expédition punitive à la suite du raid du ranch Brite dans le canyon de San Bernardino, Mexique, 26 décembre 1917
- La Grulla, Texas : 8-9 janvier 1918
- Les suites du raid du ranch Neville qui s'est soldé par une petite action dans le village de Pilares, État de Chihuahua : 28 mars 1918
- Pour les actions menées à Nogales, Arizona, pendant la bataille de Nogales, du 1er au 26 novembre 1915, ou la bataille d'Ambos Nogales, le 27 août 1918.
- El Paso, Texas et Ciudad Juárez, Chihuahua pour la bataille de Ciudad Juárez : 15-16 juin 1919

La marine américaine a décerné la Mexican Service Medal aux marins (US Navy) et aux Marines qui ont participé à l'une des actions susmentionnées, ainsi qu'aux militaires qui ont servi à bord de navires de la marine américaine patrouillant dans les eaux mexicaines entre le 21 avril et le 26 novembre 1914, ou entre le 14 mars 1916 et le 7 février 1917.
La Mexican Service Medal était également décernée à tout militaire blessé ou tué lors d'une action contre des forces mexicaines hostiles entre le 12 avril 1911 et le 7 février 1917.
Bien que la Mexican Service Medal soit une décoration unique, l'armée de terre et la marine américaines en ont émis deux versions différentes. La version de l'armée de terre présente une gravure d'un plant de yucca, tandis que la version de la marine représente la forteresse de San Juan de Ulúa dans le port de Veracruz. Les deux versions portent l'annotation "1911 - 1917" au bas de la médaille.
La Mexican Service Medal était une décoration unique et aucune étoile de service (service star) n'était autorisée pour ceux qui avaient participé à plusieurs engagements. Pour les soldats qui avaient été cités pour leur bravoure au combat, l'étoile de citation était autorisée comme accessoire de la Mexican Service Medal. Aucun dispositif n'a été autorisé pour la version de la Marine de cette décoration.
Une décoration similaire, connue sous le nom de Mexican Border Service Medal (médaille du service frontalier mexicain), existait également pour ceux qui avaient effectué des tâches de soutien aux expéditions de combat mexicaines depuis les États-Unis.

## Récipiendaires notables
- Général des Armées John J. Pershing
- Général des armées Douglas MacArthur
- Amiral de la flotte William Halsey Jr., USN
- Général George S. Patton
- Lieutenant général John A. Lejeune, USMC
- Contre-amiral Richard E. Byrd, USN
- Major général John H. Russell Jr., USMC

## Source
- (en) Cet article est partiellement ou en totalité issu de l’article de Wikipédia en anglais intitulé « Mexican Service Medal » (voir la liste des auteurs).